# Mark Northover
Mark Northover (* 27. März 1950 in New Orleans, Louisiana, Vereinigte Staaten; † 6. Juni 2004 in Upton, England, Vereinigtes Königreich) war ein amerikanisch-britischer Schauspieler.

## Leben
Mark Northover fiel durch seinen charakteristischen Kleinwuchs (Größe: 1,27 m) auf.
Er wurde 1988 besonders durch seine Rolle als Burglekutt in George Lucas Fantasyfilm Willow bekannt. Eine andere denkwürdige Rolle übernahm er 1990 als Alvy aus Richard Stanleys Science-Fiction-Film M.A.R.K. 13 – Hardware. Er hatte einen Cameo-Auftritt in dem Musikvideo zu Walking in my Shoes von der englischen Band Depeche Mode.
Mark Northover starb zehn Wochen nach seinem 54. Geburtstag an einem Herzinfarkt in Upton (Dorset), England. Er hinterließ seine Ehefrau Patsy Northover und seinen gleichnamigen Sohn Mark Northover.

## Filmografie
- 1988: Willow (als Burglekutt)
- 1990: Mack the Knife (als Jimmy Jewels)
- 1990: M.A.R.K. 13 – Hardware (als Alvy)
- 1991: The Doors (Im Hintergrund bei der Geburtstagsfeier)
- 1999: A Kind of Hush (als Uncle Chris)